# Trochoidea gharlapsi
Trochoidea gharlapsi es una especie de molusco gasterópodo de la familia Hygromiidae en el orden Stylommatophora.

## Distribución geográfica
Es endémica de Malta.  